# Jean Ferniot
Jean Ferniot (Parijs, 10 oktober 1918 - 21 juli 2012) was een Frans journalist, schrijver en televisiepersoonlijkheid.

## Levensloop
Van Bretoense origine, kleinzoon van een houthakker, was hij driemaal getrouwd en kreeg hij vijf kinderen, onder wie de journalist over gastronomie Vincent Ferniot.
Met zijn snor en zijn verzorgd uiterlijk met vlinderstrikje, werd hij een bekende figuur.
Als gastronoom ontwikkelde hij allerhande overtuigingen over voedingsproducten, waarbij hij vooral een natuurlijke voeding voorstond. Hij had een bijzondere voorliefde voor planten en veroordeelde het in de oven warmen van wortels en tomaten. Andijvie en artisjok behoorden tot zijn lievelingen. Hij schreef er een kinderboekje over.

## Journalist
- Hij begon zijn loopbaan als journalist in 1944 bij de Agence France-Presse. Hij werd vervolgens:
- hoofd van de politieke redactie bij Franc-Tireur (1945-1957)
- politiek chroniqueur bij L'Express (1957-1958)
- hoofd van de politieke redactie bij France-Soir (1959-1963)
- co-hoofdredacteur bij L'Express (1963-66).
- gastronomiekroniek bij L'Express (1963-1969).
- editorialist bij France-Soir (1967-1970) en hoofdredacteur (1969-70).

## Radio en televisie
- In 1967 en tot in 1983 was Jean Ferniot een zeer beluisterd chroniqueur bij Radio-Luxembourg.
- Vanaf de jaren 1970 werd hij actief op de Franse televisie. Hij presenteerde er  literaire programma's: L’Avocat du diable, (1970), Best Sellers (1973), Italiques (1974), De vive voix (1975), Le livre du mois (1976).

Hij was coproducent van de uitzending La cuisine légère. Hij nam ook vaak deel aan politieke of literaire debatten.

## Uitgever
Ferniot was 
- directeur van de reeks 'L'Air du Temps' bij Gallimard (1973-77),
- directeur van de reeks 'Humeurs' bij Grasset (1978-83),
- directeur, vervolgens adviseur bij het tijdschrift Cuisine et Vins de France (1981-1991).

## Andere activiteiten
Hij was voorzitter van de beheerraad van L'Evénément du Jeudi (1992-1994). Hij was ook voorzitter van de Commissie voor terminologie, bij de Nationale Raad voor Toerisme (1991-1997.
Hij was voorzitter van het 'Centre national des arts culinaires' en van de Nationale commissie voor het toekennen van labels.
Hij was vanaf 1970 jurylid van de Prix Interallié en medestichter en voorzitter van de Prix Aujourd'hui.
Hij was beschermend lid van de Vereniging voor het recht op waardig sterven.

## Publicaties
- L'Ombre portée, Parijs, Gallimard, 1961 (Prix Interallié)
- Pierrot et Aline, Parijs, Grasset, 1973
- Ça suffit !, Parijs, Grasset, 1973
- La Petite Légume Parijs, Mercure de France, 1974, coll. « Roue libre »
- Vous en avez vraiment assez d'être français ?, Parijs, Grasset, 1979
- Le Pouvoir et la Sainteté, Parijs, Grasset, 1982
- Saint Judas, roman, Parijs, Grasset, 1988
- Soleil orange, roman, Parijs, Grasset, 1988
- Je recommencerais bien, mémoires, Parijs, Grasset, 1991
- La Mouffe, photogr. de Camille de Moncan, éd. du Mécène, coll. « Villes écrites », 1995
- Chère pomme de terre, met Ymelda Moreno, éd. First, 1996
- Ce soir ou jamais, Parijs, Grasset, 2002
- C'était ma France, Parijs, Grasset, 2004 (Prix Louis-Pauwels)
- L'Enfant du miracle, Parijs, Grasset, 2006
- Vivre avec ou sans Dieu, Parijs, Grasset, 2007
- Ah que la politique était jolie !, Parijs, Grasset, 2010
- Caprices de la chair, Parijs, Grasset, 2010